# Chlorospatha
Chlorospatha Jum. – rodzaj roślin zielnych, należący do rodziny obrazkowatych, liczący 25 gatunków endemicznych dla Kostaryki, Panamy, Kolumbii i Ekwadoru. Nazwa naukowa rodzaju pochodzi od greckich słów χλωρός (chloros – zielony) i σπάθα (spatha – szabla, w bot. także pochwa kwiatostanu).

## Morfologia
PokrójMałe do średniej wielkości rośliny zielne, zawierające sok mleczny.
ŁodygaŁodyga płożąca do wzniesionej, u niektórych gatunków zredukowana do podziemnego kłącza.
LiścieRoślina tworzy od jednego do kilku liści. Ogonki tworzą relatywnie długą pochwę liściową. Blaszka liściowa sercowata, strzałkowata, oszczepowata, trójdzielna lub wachlarzowatopalczasta. Użyłkowanie siatkowate.
KwiatyRoślina jednopienna, tworząca od 3 do 8 kwiatostanów typu kolbiastego pseudancjum. Pęd kwiatostanowy smukły, wspierany przez pochwę liściową. Pochwa kwiatostanu w dolnej części lekko zwinięta w rurowatą, wąską i wydłużoną komorę, w środkowej zwężona, w górnej części wąska, otwarta. Kolba w dolnej części, pokrytej kwiatami żeńskimi, wolna lub przyrośnięta do pochwy. Odcinek kolby pokryty kwiatami męskimi oddzielony jest od fragmentu kwiatów żeńskich paskiem nieregularnych prątniczek. Kwiaty męskie 3-5-pręcikowe, zrośnięte w odwrotnie piramidalne synandrium. Pyłek uwalniany w tetradach. Zalążnie 1-4-komorowe, o niepełnych przegrodach, jajowate do niemal kulistych, zawierające od kilku do kilkunastu anatropowych zalążków, położonych paretialnie lub bazalnie.
OwoceOwocostan składa się pomarszczonych, białych do żółtawych jagód. Nasiona maleńkie, żeberkowane.
Gatunki podobneRodzaj Chrolospatha jest blisko spokrewniony z rodzajem żółtosocza, od którego różni się wąską i wydłużoną komorą pochwy kwiatostanu oraz nieregularnymi, grzybokształtnymi prątniczkami, położonymi między strefą kwiatów męskich i żeńskich.

## Biologia i ekologia
RozwójWieloletnie geofity, hemikryptofity lub chamefity. Rośliny są zapylane przez chrząszcze z rodziny kusakowatych.
SiedliskoWilgotny detrytus równikowych i podrównikowych lasów wiecznie zielonych, od nizin po zbocza Andów Północnych.
GenetykaLiczba chromosomów 2n = 26.

## Systematyka
Pozycja rodzaju według Angiosperm Phylogeny Website (aktualizowany system APG IV z 2016)Należy do plemienia Caladieae, podrodziny Aroideae, rodziny obrazkowatych, rzędu żabieńcowców w kladzie jednoliściennych.
Gatunki
| - Chlorospatha amalfiensis Croat & L.P.Hannon - Chlorospatha antioquiensis Croat & L.P.Hannon - Chlorospatha atropurpurea (Madison) Madison - Chlorospatha besseae Madison - Chlorospatha betancurii Croat & L.P.Hannon - Chlorospatha callejasii Croat & L.P.Hannon - Chlorospatha castula (Madison) Madison - Chlorospatha cogolloi Croat & L.P.Hannon - Chlorospatha corrugata Bogner & Madison - Chlorospatha croatiana Grayum - Chlorospatha cutucuensis Madison - Chlorospatha dodsonii (G.S.Bunting) Madison - Chlorospatha feuersteiniae (Croat & Bogner) Bogner & L.P.Hannon | - Chlorospatha gentryi Grayum - Chlorospatha hammeliana Grayum & Croat - Chlorospatha hastifolia Bogner & L.P.Hannon - Chlorospatha ilensis Madison - Chlorospatha kolbii Engl. in E.von Regel - Chlorospatha kressii Grayum - Chlorospatha lehmannii (Engl.) Madison - Chlorospatha longipoda (K.Krause) Madison - Chlorospatha luteynii Croat & L.P.Hannon - Chlorospatha macphersonii Croat & L.P.Hannon - Chlorospatha mirabilis (Mast.) Madison - Chlorospatha nicolsonii Croat & L.P.Hannon |

## Zagrożenia i ochrona
Cztery gatunki z rodzaju Chlorospatha znajdują się w Czerwonej księdze gatunków zagrożonych.
Chlorospatha besseae
Kategoria: zagrożone (EN) – B1ab(iii), wersja 3.1

Rok oceny: 2003

Dynamika populacji: nieznana

Główne zagrożenie: Niszczenie siedlisk. Obecnie znane są dwie subpopulacje.
Chlorospatha castula
Kategoria: narażone (VU) – D2, wersja 3.1

Rok oceny: 2003

Dynamika populacji: nieznana

Główne zagrożenie: Niszczenie siedlisk. Obecnie znana jedna populacja.
Chlorospatha cutucuensis
Kategoria: zagrożone (EN) – B1ab(iii), wersja 3.1

Rok oceny: 2003

Dynamika populacji: nieznana

Główne zagrożenie: Niszczenie siedlisk. Obecnie znane są dwie subpopulacje.
Chlorospatha ilensis
Kategoria: narażone (VU) – D2, wersja 3.1

Rok oceny: 2003

Dynamika populacji: nieznana

Główne zagrożenie: Niszczenie siedlisk. Obecnie znane są trzy subpopulacje.